# 何啟明 (民協)
何啟明（英語：Kalvin Ho Kai-ming，1988年9月18日—），是一位認可的調解員，前香港深水埗區議會南昌東選區議員，曾於2018－2019年擔任民陣副召集人和香港民主民生協進會副主席。

## 簡介
何啟明由2016年起擔任深水埗區議員，並出任民協副主席。2020年民主派初選中，在九龍西得票排名第四，得以出線代表民主派參選立法會。2020年立法會選舉被終止後，2021年2月28日他與其餘組織及參與初選等47人，被控違反國安法中「串謀顛覆國家政權罪」，還押兩星期後，獲高等法院批准保釋。保釋後他辭任民協副主席。

### 就讀院校
何啟明畢業於香港城市大學，取得社會科學學士（公共政策與政治）。

## 從政
在中學時代曾加入公民黨，其後加入民協，故曾擁有公民黨、民協雙重黨籍。
2015年，何啟明退出公民黨，專注為民協做地區工作。
2015年香港區議會選舉，深水埗區議會重新劃界，重設南昌東選區。民協於2015年初有意派出梁欐再度出戰，惟梁因染上癌症，於同年5月病逝，何啟明因而帶著「承傳」前輩的使命及繼承梁欐服務南昌東居民的遺志，主動請纓出選。建制派方面，由於南昌東部分選區範圍於2007年被劃入南昌北，民建聯派出南昌北選區的議員鄭泳舜助理苗凱明角逐該選區，最後何獲1727票，以440票之差擊倒獲1287票的苗，民協繼2007年失落議席後重新進佔南昌東。
2016年香港立法會選舉，代表民協參選區議會 (第二) 功能界別，但最終為免泛民失去第三席而聯同公民黨及新民主同盟的候選人宣布「棄選」。

### 參選立法會補選
2017年，立法會宣誓風波引發政府入稟司法覆核，法院剝奪青年新政梁頌恆和游蕙禎的立法會議員資格，何啟明一道爭取黨內提名參與補選泛民主派初選，但最終不敵馮檢基。

### 協助富臨集團被欠薪員工追討欠薪
於COVID-19期間，富臨集團被指控以無薪假之名，迫使工友無限期停薪留職。何啟明連同協助工友的飲食及酒店業職工總會、前民協區議員楊彧及職工盟吳敏兒，於5月10日連同數名工友前往富臨皇宮美孚分店抗議。工會指出，富臨申請政府保就業資助，卻要求員工放無薪假，認為這是逃避責任，要求盡快作出員工的遣散安排，還員工應有勞工權益。現場發生推撞，激進建制派人士石房有當時亦在場叫囂，在場人士問石是否老闆欠薪就是正確，石房有回答「係」，最後石房有獲警察如其私人保鑣一樣護送離開，職工盟組織幹事林小薇及草根行動媒體記者則被拘捕。

## 相關言論與爭議事件

### 全民退休保障
2014年4月29日，何啟明出席立法會退休保障事宜小組委員會公聽會，在會上駁斥自由黨青年團主席李梓敬稱：「剛才（李梓敬）指我們的稅制不足以支付全民退休保障制度......說得好，我們稅制真是不行，因為未能體驗能者多付的原則.....為何？就是因為這群自由黨啊，一天到晚說要減稅、低稅，富人便可少納稅啊！」

### 「光明頂」用地方案
2019年1月，何啟明於深水埗區區議會地區設施委員會會上要求改善主教山（俗稱「光明頂」）設施，水務署則計劃該處進行回填工程並將土地交還地政總署。民協成員在會前亦向水務署署長遞交請願信，促維持主教山作晨運休憩用途。

### 失業政策看法
COVID-19蔓延下，香港失業率持續上升，何啟明指失業政策出現漏洞，未能跌進綜援安全網的僱員社利保障不足。

### 協助市民報案事件
於2020年3月31日，市民梁先生向何啟明求助，指同月26日晚上十時有四名人士自稱警員，並要求入屋搜查。由於他們無展示委任證，亦無搜查令，梁先生拒絕開門。當晚稍後更接到三通無來電顯示的電話騷擾。最後梁先生在何議員陪同下到深水埗警署提交請願信及報警。

### 被無綫電視控告
2020年何啟明指出無綫電視免除播放港台節目的做法屬政治打壓。同年4月4日，無綫電視發言人稱將會就何的言論展開法律程序。何啟明及後於社文媒體中發言指：「相信香港人的眼晴是雪亮的，亦相信香港人會繼續用自己的方法捍衛言論自由。」2022年8月25日，何啟明在個人Facebook專頁撤回相關言論及向無綫電視致歉。

## 外部連結
- 何啟明的Facebook專頁
- 何啟明的Instagram帳戶

| 議會席位             | 議會席位                                                 | 議會席位      |
| -------------------- | -------------------------------------------------------- | ------------- |
| 首任                 | 深水埗區議會 南昌東選區區議員 2016年1月1日—2021年7月10日 | 繼任： 懸空   |
| 政黨職務             |                                                          |               |
| 前任： 譚國僑 施德來 | 民 香港民主民生協進會副主席 2016年12月27日—2021年3月17日 | 繼任： 李庭豐 |